# Oklahoma State Bureau of Investigation
L'Oklahoma State Bureau of Investigation è un'agenzia governativa di polizia statale dell'Oklahoma.

## Storia
All'inizio degli anni '20 bande di fuorilegge vagavano per lo stato derubando banche e terrorizzando i cittadini di molte città dell'Oklahoma. Questi gangster spesso sfuggivano agli uomini della legge fuggendo attraverso i confini della contea. Lo United States Marshals Service era l'unica agenzia delle forze dell'ordine con giurisdizione su tutto lo stato, ma i suoi ufficiali erano in inferiorità numerica rispetto ai banditi.
Nel 1925, il governatore dell'Oklahoma Martin E. Trapp, nel suo discorso sullo stato dello stato, raccomandò la creazione di un'agenzia di investigatori speciali o polizia di stato per combattere i fuorilegge. La legislatura dell'Oklahoma ha stanziato 78.000 dollari per istituire l'Ufficio di identificazione e investigazione criminale. Un anno dopo la sua creazione, ai tre agenti o operativi dell'Ufficio è stato attribuito il merito di aver ridotto il numero di rapine in banca nello stato di circa il 75%. Gli agenti riuscirono a raggiungere quest'obiettivo sviluppando piste e utilizzando informatori che all'epoca erano considerati da molti tecniche investigative innovative.
Nel 1939, l'Ufficio fu rimosso dalla direzione dell'Ufficio dell'Aiutante Generale e divenne una divisione del Dipartimento di Pubblica Sicurezza dell'Oklahoma. Fu durante questi anni che l'agenzia divenne nota come State Crime Bureau (SCB). Quest'accordo durò fino al 1957, quando l'Ufficio fu posto sotto il controllo diretto dell'Ufficio del Governatore e ribattezzato Oklahoma State Bureau of Investigation. Sempre nel 1957, l'OSBI iniziò ad emergere come agenzia di polizia statale.
Sulla scia di una controversa indagine da parte dell'Ufficio di governatorato sul governatore David Hall, l'agenzia è stata rimossa dal controllo diretto dell'ufficio del governatore. Nel 1976 fu creata una commissione indipendente composta da sette membri per supervisionare le attività dell'OSBI. La composizione della Commissione comprende: un capo della polizia, uno sceriffo, un procuratore distrettuale e quattro membri laici. Questi membri sono nominati dal Governatore e approvati dal Senato dell'Oklahoma per servire mandati scaglionati di sette anni. In generale, la Commissione OSBI nomina il Direttore, ascolta le denunce, stabilisce le linee guida e funge da cuscinetto tra l'Ufficio di governatorato e le potenziali pressioni politiche riguardanti particolari indagini.